# Paolo Lorenzini (fondista)
Paolo Lorenzini (Milano, 30 giugno 1950) è un ex fondista italiano ipovedente, vincitore di tre medaglie ai Giochi paralimpici invernali.

## Biografia

### Carriera sciistica
Ai mondiali di sci nordico di Sälen 1986 vinse la medaglia di bronzo nella staffetta.
Alle Paralimpiadi invernali di Innsbruck 1988, Lorenzini vinse la medaglia d'oro nella 30 km e due medaglie di bronzo, nella 15 km e nella staffetta 4x10 km con i compagni di squadra Riccardo Tomasini, Hubert Tscholl ed Erich Walch.
Veterano della Marcialonga, Lorenzini ha preso parte a sei paralimpiadi invernali: 1984, 1988, 1992, 1994, 1998 e 2002.

## Palmarès

### Paralimpiadi
- 3 medaglie:[5]
  - 1 oro e 2 bronzi